# Das Duo: Liebe und Tod
Liebe und Tod ist ein deutscher Fernsehfilm von Peter Fratzscher aus dem Jahr 2011. Es handelt sich um den 22. Filmbeitrag der ZDF-Kriminalfilmreihe Das Duo.
Ahrens und Hertz ermitteln in ihrem 11. gemeinsamen Fall den Mord an der Sekretärin eines Bankdirektors.

## Handlung
Die Bankangestellte Angela Petersen wird brutal erschlagen aufgefunden und die Kommissarinnen Marion Ahrens und Clara Hertz nehmen die Ermittlungen auf. In der Wohnung des Opfers  findet sich ein Adressbuch, aber kein Laptop. Verwertbare Spuren gibt es nicht, da jemand peinlich genau alle Spuren beseitigt hat.
Bei der Suche nach einem Tatmotiv befragen die Kommissarinnen zuerst die Arbeitskollegen in der Bank, in der das Opfer gearbeitet hatte. Clara Hertz stellt dabei erstaunt fest, dass Robert Lilienthal, der Direktor der Bank, ein Bekannter von ihr ist, mit dem sie vor Monaten eine kurze Affäre hatte. Petersen war seine persönliche Assistentin, die er als sehr zuverlässig und loyal beschreibt. Ihren privaten Laptop hatte sie stets dabei, der nun fehlt und mutmaßlich vom Täter entwendet wurde.
Die Überprüfung der Telefonverbindungen führen zu dem Promi-Juwelier Charly Dönhoff, der in den letzten Tagen sehr häufig mit dem Opfer telefoniert hatte. Er räumt bei einer Befragung ein, Interesse an der attraktiven Frau gehabt, sie aber leider nie näher kennen gelernt zu haben. Nach genauerer Überprüfung finden Ahrens und Hertz heraus, dass Dönhoff einen fünfzehn Millionen-Dollar-Kredit bei der Bank erhalten, dafür als Sicherheit aber nur gefälschte Diamanten hinterlegt hatte, was Petersen herausfand. Mit der Abwicklung dieses Geschäfts war der Bankangestellte Sören Henscheid betraut worden, der dem Zertifikat vertraute und die Steine nicht hatte prüfen lassen. Beide Verdächtige räumen ein, von Petersen deshalb erpresst worden zu sein. Von Dönhoff wollte sie Kontakt zu seinem Bekanntenkreis und von Henscheid, der eine Zeit lang Intimpartner von ihr war, forderte sie ein Löschen von Fotos, die er von ihr ins Internet gestellt hatte. Da aber Petersens Kollegin Christiane Winkler bei einem massiven Streit mit ihr beobachtet wurde, gilt auch sie als verdächtig.
Überraschend findet sich ein Fingerabdruck in der Wohnung des Opfers, der zu dem ehemaligen Bankräuber Peter Müller führt. Bei einer Befragung gibt er zu im Rahmen eines Täter-Opfer-Ausgleichs Kontakt mit Petersen gehabt zu haben. Sie wäre auf ihn zugekommen und beide wären ein rein sexuelles Verhältnis miteinander eingegangen. Clara Hertz stellt bei einer Observierung fest, dass Müller sich auch mit Christiane Winkler trifft und mit dieser auf dem Weg zur Bank ist, obwohl dort eigentlich Geschäftsschluss ist. Winkler bedroht dort ihren Chef mit einer Waffe. Nachdem Ahrens und Hertz eintreffen, erklärt sie ihnen, dass sie ihr Leben lang versucht hatte, den Menschen zu helfen. Nach dem Vorbild von Muhammad Yunus hatte sie Bedürftigen Kleinkredite gewährt. Lilienthal hätte von ihrem Konzept nichts wissen wollen, deshalb hätte sie dies in Eigeninitiative getan. Petersen sei dahintergekommen und aus Angst, um ihre Kunden, die allesamt fleißig seien und pünktlich zahlen würden, hätte sie Petersen mit einem Wagenheber im Affekt erschlagen. Nun sei sie fest entschlossen Lilienthal zu erschießen und um einen suicide by cop erzwingen, schießt sie zunächst auf Müller. Da die Kommissarinnen nicht sofort auf sie schießen, richtet sie die Waffe gegen sich selbst. Clara Hertz kann sie jedoch daran hindern auch abzudrücken.
Clara Hertz kommt nicht darum herum, sich mit Robert Lilienthal auszusprechen und er erfährt so, dass sie von ihm schwanger ist. Die Kommissarin kann sich jedoch eine Zukunft mit ihm nicht vorstellen. Seine oberflächliche Art zu leben, passt einfach nicht zu ihrem Lebensstil.

## Hintergrund
Liebe und Tod wurde in Lübeck unter dem Arbeitstitel Das Duo – Die Verführten gedreht und am 29. Oktober 2011 um 20:15 Uhr im ZDF erstausgestrahlt.

## Rezeption

### Einschaltquote
Bei der Erstausstrahlung im ZDF am 29. Oktober 2011 um 20:15 Uhr wurde Liebe und Tod von 4,82  Millionen Zuschauern gesehen, was einem Marktanteil von 15,4 Prozent entsprach.

### Kritiken
Rainer Tittelbach von tittelbach.tv meinte zu dieser Folge: „‚Liebe und Tod‘ aus der ZDF-Reihe ‚Das Duo‘ ist ein unterhaltsamer, gut gebauter Whodunit-Krimi voller Referenzspuren, spielerischer, krimineller und sexueller Energie. […] Fazit: dichter, klar und flott erzählter Krimi mit starkem Finale, spannenden Charakteren und einer mal eben kurz auftrumpfenden Nina Kunzendorf. Da stört die aufgesetzte Privatgeschichte kaum.“
Die Kritiker der Fernsehzeitschrift TV Spielfilm vergeben die beste Wertung (Daumen nach oben) und fanden, der Film sei „etwas zu vertrackt“, habe „etwas zu viele Nebenstränge“, Nina Kunzendorf als zwielichtige Angestellte und andere Darsteller „reißen's dann wieder raus“. Fazit: „Sehr kurzweilig, allerdings etwas flüchtig.“
Julian Miller bei Quotenmeter.de wertete kritisch: Der „Krimi-Plot hat […] den Flair eines Füllstoffs. Munter wird vor sich hin ermittelt gegen schmierige Banker und dekadente Millionäre. Jeder hat sein Motiv, jeder hatte seine Gelegenheit, jede Figur ist gleich oberflächlich gezeichnet. Das retten leider auch nicht mehr die netten Referenzen auf Alfred Hitchcock. Im Gegenteil – denn sie lassen die szenische Umsetzung von Peter Fratzscher nur umso hilf- und stilloser aussehen.“